# Циклобензаприн
Циклобензаприн, який зокрема продається під торговою маркою Flexeril – це препарат, що застосовують для усунення м’язових спазмів, спричинених загостренням захворювання опорно-рухового апарату. Не було виявлено ефективності застосування препарату при церебральному паралічі. Циклобензаприн приймають перорально. Рекомендована тривалість курсу лікування - не більше кількох тижнів.
До поширених побічних ефектів належать: головний біль, відчуття втоми, запаморочення та сухість у роті. В переліку серйозних побічних ефектів - порушення серцевого ритму. Доказів шкоди від застосування циклобензаприну під час вагітності немає, але також бракує й досліджень серед цієї групи. Одночасне використання з препаратами групи інгібіторів МАО заборонено. Точний механізм дії циклобензаприну невідомий.
Циклобензаприн був схвалений для застосування у медичній практиці в Сполучених Штатах у 1977 році. Він доступний як генеричний лікарський засіб. У Сполучених Штатах оптова вартість однієї дози станом на 2018 рік становить менше 0,05 долара США. У 2017 році це був 43-й за частотою призначення препарат у Сполучених Штатах, з більш ніж 17 мільйонами виписаних рецептів. Станом на 2012 рік препарат не є комерційно доступним у Великій Британії.